# Internet Control Message Protocol
Internet Control Message Protocol (ICMP), dosł. internetowy protokół komunikatów kontrolnych) – opisany w RFC 792 ↓ protokół warstwy sieciowej modelu OSI, wykorzystywany w diagnostyce sieci oraz trasowaniu. Pełni przede wszystkim funkcję kontroli transmisji w sieci. Jest wykorzystywany w programach ping oraz traceroute. 
Teoretycznie sieci powinny działać poprawnie przez cały czas, lecz tak nie jest. Gdy coś dzieje się nie tak w warstwie internetowej modelu TCP/IP (w warstwie sieci modelu ISO/OSI), rolę narzędzia do rozwiązywania problemów odgrywa protokół komunikacyjny zarządzania siecią Internet (ICMP — Internet Control Message Protocol). ICMP jest protokołem serwisowym, który zgłasza błędy łączności między hostami. 
W warstwie internetowej datagramy dostarczane są w sposób bezpołączeniowy, na zasadzie „najlepiej, jak się da”. Protokół ICMP jest zestawem komunikatów, przesyłanych w datagramach IP i zdolnych do zgłaszania błędów w dostarczaniu innych datagramów IP. 
Komunikaty ICMP są narzędziami diagnostycznymi „wbudowanymi” w warstwę internetową. Jeśli dwa hosty nie są w stanie komunikować się ze sobą, komunikaty ICMP mogą pomóc w zdiagnozowaniu problemu. Ponieważ w szybko ewoluującym środowisku może wystąpić zalew komunikatów, niedostarczenie komunikatu ICMP nie powoduje wysłania komunikatu ICMP o błędzie. Szczególnie, gdy komunikat ICMP o niedostępności hosta docelowego nie dotrze do hosta źródłowego, ten nie wysyła kolejnego komunikatu ICMP.

## Przykłady wykorzystania
Poniższa lista zawiera kilka sytuacji, z powodu których bramy lub hosty mogą wysyłać komunikaty ICMP:
- Gdy router lub host jest zbyt obciążony, by móc przyjąć do buforów kolejne datagramy, komunikaty ICMP służą do zwolnienia szybkości napływania datagramów do danego routera.
- Gdy router lub host znajduje lepsza trasę do miejsca przeznaczenia, może wysłać do hosta źródłowego komunikat ICMP, powiadamiający o krótszej trasie.
- Gdy host docelowy jest nieosiągalny, ostatnia brama wysyła komunikat ICMP z powrotem do hosta źródłowego, informując o niedostępności adresata.
- Gdy host lub brama przetwarza pakiet o TTL równym 0 hopów, wówczas odrzuca ten pakiet i ewentualnie wysyła komunikat ICMP do hosta źródłowego.

## Pakiet (datagram) ICMP
| Bit 0 7           | Bit 8 15 | Bit 16 23      | Bit 24 31      |
| ----------------- | -------- | -------------- | -------------- |
| Typ               | Kod      | Suma kontrolna | Suma kontrolna |
| Dane (opcjonalne) |          |                |                |

### Lista typów wiadomości
| Typ    | Znaczenie                                                                    |
| ------ | ---------------------------------------------------------------------------- |
| 0      | Echo Reply (zwrot echa – „odpowiedź na ping”)                                |
| 1 - 2  | Zarezerwowane                                                                |
| 3      | Destination Unreachable (nieosiągalność miejsca przeznaczenia)               |
| 4      | Source Quench (tłumienie nadawcy)                                            |
| 5      | Redirect Message (zmień trasowanie)                                          |
| 6      | Alternate Host Address (alternatywny adres hosta)                            |
| 7      | Zarezerwowane                                                                |
| 8      | Echo Request (żądanie echa)                                                  |
| 9      | Router Advertisement (ogłoszenie routera)                                    |
| 10     | Router Solicitation (wybór routera)                                          |
| 11     | Time Exceeded (przekroczenie limitu czasu)                                   |
| 12     | Parameter Problem (Problem z parametrem)                                     |
| 13     | Timestamp (żądanie sygnatury czasowej)                                       |
| 14     | Timestamp Reply (zwrot sygnatury czasowej)                                   |
| 15     | Information Request (żądanie informacji)                                     |
| 16     | Information Reply (zwrot informacji)                                         |
| 17     | Address Mask Request (żądanie maski adresowej)                               |
| 18     | Address Mask Reply (zwrot maski adresowej)                                   |
| 19     | Zarezerwowane dla bezpieczeństwa                                             |
| 20-29  | Zarezerwowane                                                                |
| 30     | Traceroute (śledzenie trasy)                                                 |
| 31     | Datagram Conversion Error (błąd konwersji datagramu)                         |
| 32     | Mobile Host Redirect (zmiana adresu ruchomego węzła)                         |
| 33     | IPv6 Where-Are-You (Pytanie IPv6 „gdzie jesteś”)                             |
| 34     | IPv6 Here-I-Am (Odpowiedź IPv6 „tu jestem”)                                  |
| 35     | Mobile Registration Request (prośba o rejestrację węzła ruchomego)           |
| 36     | Mobile Registration Reply (odpowiedź na prośbę o rejestrację węzła ruchomego |
| 37     | Domain Name Request (żądanie nazwy domeny)                                   |
| 38     | Domain Name Reply (zwrot nazwy domeny)                                       |
| 39     | SKIP Algorithm Discovery Protocol                                            |
| 40     | Photuris, Security failures                                                  |
| 41-255 | Zarezerwowane                                                                |